# Youkan
Youkan (羊羹 eller ようかん) er japanske søde sager (wagashi), der blandt andet bruges som gaver. De kom frem i Edo-perioden, da sukker blev almindeligt udbredt i Japan.
Youkan fremstilles af agar (japansk kanten), sukker og malede adzukibønner. Ingredienserne bliver blandet med vand, opvarmet og derefter hældt i en form, hvor de stivner til en masse, når de køles ned. Som regel bliver massen skåret i firkantede blokke. Retten kan holde sig omkring en uge.
Youkan findes i flere forskellige varianter. Når kirsebærtræerne blomstrer er især sakuraan-youkan populær. Den laves ikke af rød bønnepasta men af en pasta af hvide bønner, der sammen med syltede kirsebærblade og røde farve resulterer i sakuraan, der bruges på mange måde i blomstringstiden. Derudover findes der youkan, der laves af søde kartofler.